# Cratere Rynok
Rynok  è un cratere sulla superficie di Marte.